# Низово (Ленінградська область)
Ни́зово (рос. Низово) — село в Кіровському районі Ленінградської області, Росія.